# Abetone Cutigliano
Abetone Cutigliano est une commune italienne (Comune sparso) qui comprend les villes de Abetone et Cutigliano.

## Géographie
- Le Jardin botanique de la forêt d'Abetone
- La Réserve naturelle d'Abetone
- La Réserve naturelle de Campolino

## Administration

### Communes limitrophes
Bagni di Lucca, Coreglia Antelminelli, Fanano,  Fiumalbo, San Marcello Piteglio.